# Pont de la Paix (Calgary)
Le pont de la Paix est un pont piétonnier et cycliste au-dessus de la Bow à Calgary, en Alberta (Canada). Il relie le centre-ville, sur la rive sud, et le quartier de Sunnyside, sur la rive nord.

## Conception
Le pont de la Paix a été dessiné par l'architecte espagnol Santiago Calatrava Valls. Son design obéit à des contraintes strictes de la Ville, notamment l'absence de piliers plongeant dans l'eau de la rivière et une hauteur limitée, visant à minimiser l'impact écologique de la construction. Le pont se distingue également par le choix des couleurs, rouge et blanc, rappelant celles des drapeaux de l'Alberta et du Canada.

## Données techniques
Le pont de la Paix est construit en acier (arches), béton armé (tablier) et verre (toit et murs). Il atteint une longueur totale de 130,6 m, pour une hauteur de 5,85 m et une largeur maximale de 6,2 m.

## Construction
La construction du pont de la Paix a été approuvée par le conseil municipal de Calgary en septembre 2008, malgré une controverse sur l'absence d'appel d'offres pour la conception du pont. La construction a commencé en mars 2010, avec l'érection d'un pont temporaire. Il a été ouvert à la circulation piétonne et cycliste le 24 mars 2012.